# Bogáthy Zoltán
Bogáthy Zoltán, családi nevén Oláh-Bogáthy (Nagyvárad, 1941. szeptember 13. –) romániai magyar pszichológus.

## Életpályája
Középiskolát Nagyváradon végzett 1959-ben, egyetemi tanulmányait Kolozsvárt kezdte és 1964-ben Moszkvában fejezte be. Mint pszichológus 1968-ig a Pedagógiai Tudományos Intézet kolozsvári fiókjánál működött, majd a resicai Kohászati Kombinát lélektani laboratóriumának vezetője lett. Gyógypedagógiai, szociálpszichológiai, ergonómiai, balesetvédelmi, vezetéselméleti és sportlélektani írásait az Előre, a Korunk, A Hét, a TETT, a Viața Economică és a Metalurgia rendszeresen közölte. Munkája: Îndreptarul psihologului industrial (1975). Társszerzője a Psihologia și acțiunea socială című négykötetes műnek (1979).
A rendszerváltás után a temesvári Nyugat Egyetem alkalmazott pszichológiai tanszékén tanszékvezető professzor.